# Nižnji Tagil
Nižnji Tagil (rus:Ни́жний Таги́л) je grad u Rusiji, u Sverdlovskoj oblasti na Uralu. Zemljopisni položaj mu je (57° 56' N, 60° 00' E).
Broj stanovnika: 390.498 (2002.)
Grad je utemeljen 1722. i bio je jedan od ranih središta ruske industrijalizacije. Bio je glavni proizvođač željeza i čelika. Prva ruska parna lokomotiva je napravljena ovdje 1833.
Nižnji Tagil je grad pobratim s Chattanoogom u američkoj saveznoj državi Tennessee..